# Defragmentacja

Przedstawienie fragmentacji i defragmentacji plików

Defragmentacja – proces konsolidacji pofragmentowanych danych na dysku, dzięki czemu może on działać wydajniej. Defragmentację stosuje się na dyskach twardych, opartych na magnetycznych talerzach (HDD). Na dyskach SSD i innych nośnikach opartych na komórkach pamięci Flash proces fragmentacji plików nie zachodzi ze względu na brak dodatkowych opóźnień graficznych obecnych w dyskach HDD, a spowodowanych mechaniką talerza. Wykonanie defragmentacji na takim dysku jest wręcz procesem szkodliwym, ponieważ zwiększa zużycie komórek pamięci Flash i przyspiesza moment uszkodzenia dysku (dana komórka pamięci ma określoną, skończoną żywotność).

## Przyczyny fragmentacji
Główną przyczyną fragmentacji jest dodawanie i usuwanie plików podczas używania komputera, a także dopisywanie lub skracanie plików istniejących. Niektóre pliki są dużo większe od innych, co powoduje, że niektóre ich części są zapisywane w przerwach pomiędzy istniejącymi już plikami (zazwyczaj są to puste miejsca po usuniętych plikach, które nie zostały zastąpione nowymi informacjami). Najpoważniejszym skutkiem fragmentacji systemu plików jest spadek wydajności operacji na plikach. Defragmentacja pomaga niwelować skutki
fragmentacji bardzo szkodliwej dla pracy dysku oraz całego komputera.

## Skutki defragmentacji
Podczas defragmentacji komputer grupuje pliki i przenosi je do jednej lokacji. Z jej pomocą możliwa jest optymalizacja plików dla sprawniejszego działania głowicy dysku twardego. Po defragmentacji zmniejsza się ryzyko utraty danych, a także łatwiej odzyskać pliki po ewentualnej awarii. Negatywnym aspektem defragmentacji jest to, że bardzo często zajmuje dużo czasu, a także niekiedy nie wiadomo, gdzie defragmentowane pliki są przenoszone.

## Dyski Flash i SSD
Defragmentacja tego rodzaju dysków ma minimalny wpływ na ich pracę w porównaniu do klasycznych dysków HDD. Zarówno dyski flash, jak i dyski SSD mogą uzyskać dostęp do dowolnego pliku z dowolnej lokalizacji z tą samą szybkością. Fragmenty plików są odczytywane niemal jednocześnie nawet jeśli są porozmieszczane po różnych kościach dysku. Defragmentacja takiego sprzętu może przyczynić się do utraty żywotności dysków, ponieważ każdy taki dysk ma określoną liczbę cykli zapisu. Defragmentacja powoduje marnowanie tych cykli.

## Sposoby zapobiegania fragmentacji

### Defragmentacja i optymalizacja
Oprócz defragmentowania plików programów, narzędzie do defragmentacji może również skrócić czas ładowania programów i otwierania plików. Na przykład defragmentator systemu Windows 9x zawiera program Intel Application Launch Accelerator, który zoptymalizował programy na dysku, umieszczając zdefragmentowane pliki programów i ich zależności obok siebie, w kolejności, w jakiej program je ładuje, aby szybciej załadować te programy. Na początku dysku twardego ścieżki zewnętrzne mają wyższą szybkość przesyłania niż ścieżki wewnętrzne. Umieszczanie często odwiedzanych plików na zewnętrznych ścieżkach zwiększa wydajność. Zewnętrzne defragmentatory, takie jak MyDefrag, przenoszą często odwiedzane pliki na zewnętrzne ścieżki i defragmentują te pliki.

### Partycjonowanie dysku
Partycja może być traktowana jako podział lub „część” prawdziwego dysku twardego. Partycja jest w rzeczywistości logiczną separacją danego systemu plików od całego dysku. Partycjonowanie umożliwia posiadanie kilku systemów plików na jednym dysku twardym.
Zalety partycjonowania dysku:
- uszkodzenie danych na jednej partycji nie wpływa na pliki na innych partycjach
- zapobiega zapełnieniu dysku przez określoną usługę